# 拉曼·西迪
阿卜杜勒·拉曼·西迪（1965年9月20日—），通常簡稱其為拉曼·西迪，暱稱為阿曼（Aman），馬來西亞退役男子羽毛球運動員，是1980年代活躍世界羽壇的西迪兄弟中的老四，1992年湯姆斯盃冠軍隊伍成員。

## 生活背景
拉曼·西迪是馬來西亞著名的西迪兄弟中的老四。拉曼·西迪與他另外四名兄弟從小接受父親西迪·阿卜杜拉·卡馬的訓練，使西迪兄弟在1980年代至1990年代早期的世界羽壇擁有舉足輕重的地位。他曾經在1978年至1982年就讀吉隆坡的維多利亞學院。

## 青少年時期
拉曼·西迪追隨他兄長的腳步走上羽毛球道路，從6、7歲時開始接觸這項運動，在11歲時就加入雪蘭莪州的羽毛球隊。1977年，拉曼·西迪成為青少年12歲組冠軍，並在之後與胞弟拉錫·西迪搭檔取得18歲組的男雙冠軍，也因此受到國家的關注而在18歲時就受到徵召加入馬來西亞國家羽毛球隊。青少年時期的拉曼·西迪專精項目是單打，在比賽時則會同時參與單打和雙打，最終大马羽总在雙打選手不足的情況下，要求拉曼·西迪轉攻男子雙打。

## 職業生涯
拉曼·西迪與王友財搭檔征戰國際賽事期間，曾經在1988年取得瑞士羽毛球公開賽亞軍，以及在1990年獲得加拿大羽毛球公開賽與德國羽毛球公開賽冠軍。拉曼·西迪是代表馬來西亞出戰1992年湯姆斯盃的成員，最終馬來西亞分別在準決賽和決賽擊敗中國、印尼，時隔25年再次捧起湯姆斯盃。由於搭檔王友財在1993年決定退役，儘管拉曼·西迪還想繼續參加國際賽事，但是苦於沒有人可以與他搭檔，最終在馬來西亞羽总的要求下在1994年至1997年間擔任國家隊的男雙教練。離開國家隊之後，拉曼·西迪與他的兄長米斯本·西迪和賈蘭尼·西迪一同在努沙玛苏丽俱樂部（Nusa Mahsuri Badminton Club）擔任教練。

## 榮譽
- 马来西亚
  -  護國有功勳章 (A.M.N.) (1992)[9]